# Historiska underofficersgrader i svenska armén

## 1600–1833/37
Från början av 1600-talet till befälsreformerna 1833 (indelta armén) och 1837 (värvade armén) fanns det följande underofficersgrader.
| Infanteriet | Kavalleriet    | Artilleriet                                         |
| ----------- | -------------- | --------------------------------------------------- |
| Fältväbel   | Kvartermästare | Styckjunkare, överfyrverkare, överminör, översappör |
| Sergeant    | –              | Sergeant                                            |
| Förare      | –              | –                                                   |
| Furir       | –              | Furir                                               |
| Rustmästare | Korpral        | –                                                   |

## 1833/37–1875
| Infanteriet | Kavalleriet | Artilleriet  |
| ----------- | ----------- | ------------ |
| Fanjunkare  | Fanjunkare  | Styckjunkare |
| Sergeant    | Sergeant    | Sergeant     |
| Furir       | –           | –            |

## 1875–1936
| Artilleriet  | Intendenturkåren, tygkåren | Övriga truppslag |
| ------------ | -------------------------- | ---------------- |
| Styckjunkare | Förvaltare                 | Fanjunkare       |
| Sergeant     | Sergeant                   | Sergeant         |

## 1936–1949
| Intendenturkåren, tygkåren | Artilleriet  | Övriga truppslag |
| -------------------------- | ------------ | ---------------- |
| Förvaltare                 | –            | –                |
| Fanjunkare                 | Styckjunkare | Fanjunkare       |
| Sergeant                   | Sergeant     | Sergeant         |

## 1949–1972
| Artilleriet  | Övriga truppslag |
| ------------ | ---------------- |
| Förvaltare   | Förvaltare       |
| Styckjunkare | Fanjunkare       |
| Sergeant     | Sergeant         |

När förvaltargraden infördes som högsta underofficersgrad i alla truppslag, hade dåvarande intendenten i Livrustkammaren Heribert Seitz gjort en utredning och föreslagit gradbenämningen "stabsfanjunkare". Svenska underofficersförbundet underkände dessa förslag och föreslog i stället "förvaltare". Överbefälhavaren (ÖB) föreslog sedan "överfanjunkare" vilket förbundet också gick emot. ÖB ansåg dock "förvaltare" vara alltför civilt och föreslog "stabsförvaltare", medan förbundet vidhöll "förvaltare" eller eventuellt "stabsförvaltare". Som framgår fattade regeringen beslut om att använda tjänstegradbenämningen "förvaltare".